# Bistum Arua
Das Bistum Arua (lat.: Dioecesis Aruaensis) ist eine in Uganda gelegene römisch-katholische Diözese mit Sitz in Arua. 

## Geschichte
Das Bistum Arua wurde am 23. Juni 1958 durch Papst Pius XII. aus Gebietsabtretungen des Bistums Gulu errichtet. Am 23. Februar 1996 gab das Bistum Arua Teile seines Territoriums zur Gründung des Bistums Nebbi ab.
Das Bistum Arua ist dem Erzbistum Gulu als Suffraganbistum unterstellt.

## Bischöfe von Arua
- Angelo Tarantino MCCJ, 1959–1984
- Frederick Drandua, 1986–2009
- Sabino Ocan Odoki, seit 2010